# یدرژی هانوشچاک
یدرژی هانوشچاک (انگلیسی: Jędrzej Hanuszczak؛ زادهٔ ۲۳ مارس ۲۰۰۸) بازیکن فوتبال اهل لهستان است که در حال حاضر برای باشگاه فوتبال وارتا پوزنان بازی می‌کند.
از باشگاه‌هایی که در آن بازی کرده است می‌توان به باشگاه فوتبال وارتا پوزنان اشاره کرد.

## دوران باشگاهی
هانوشچاک کار خود را در تیم جوانان باشگاه فوتبال وارتا پوزنان آغاز کرد. او اولین بازی خود را در لیگ برتر فوتبال لهستان در فصل ۲۰۲۲/۲۳ در ۲۲ مه ۲۰۲۳ در بازی مقابل باشگاه فوتبال پیاست گلیویتسه انجام داد، جایی که در دقیقه ۸۹ به عنوان تعویض به جای آدام زرلیاک وارد زمین شد. این بازی با نتیجه ۱–۱ به پایان رسید. در آن زمان هانوشچاک ۱۵ سال و ۱ ماه و ۲۶ روز داشت. بازیکن ۱۵ ساله باشگاه فوتبال وارتا پوزنان دومین بازیکن جوان تاریخ لیگ برتر فوتبال لهستان شد. این رکورد در سال ۱۹۵۹ توسط یانوش سرکا از کراکوف به ثبت رسید که در فصل ۱۹۵۹/۱۹۶۰ در سن ۱۵ سال و ۱ ماه و ۲۶ روز وارد میدان شد.